# Pedro Núñez del Valle

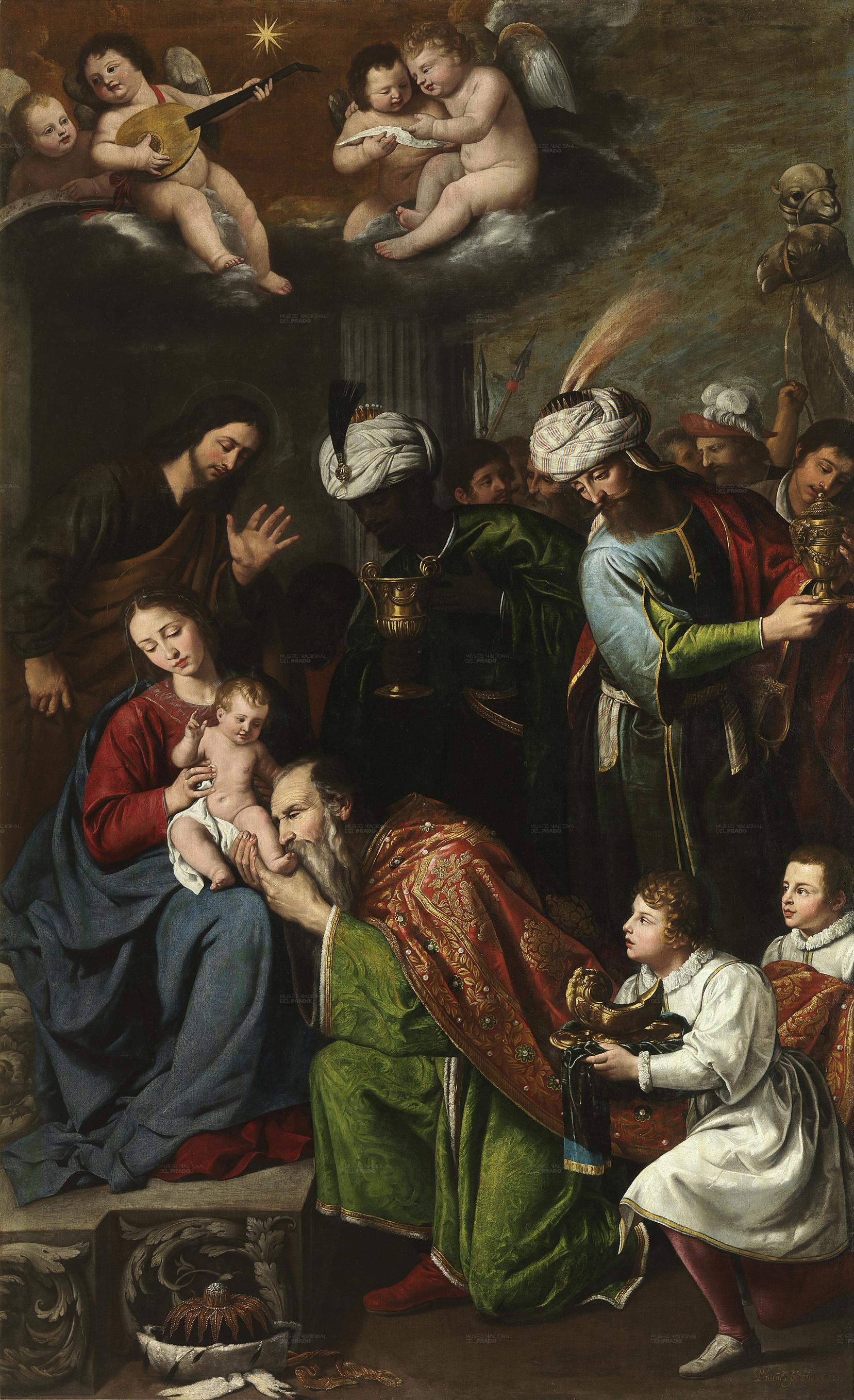
La Adoración de los Magos, 1631, óleo sobre lienzo, 272,5 x 170,6 cm, Madrid, Museo del Prado (adquirido en 1992 con fondos del legado Villaescusa).

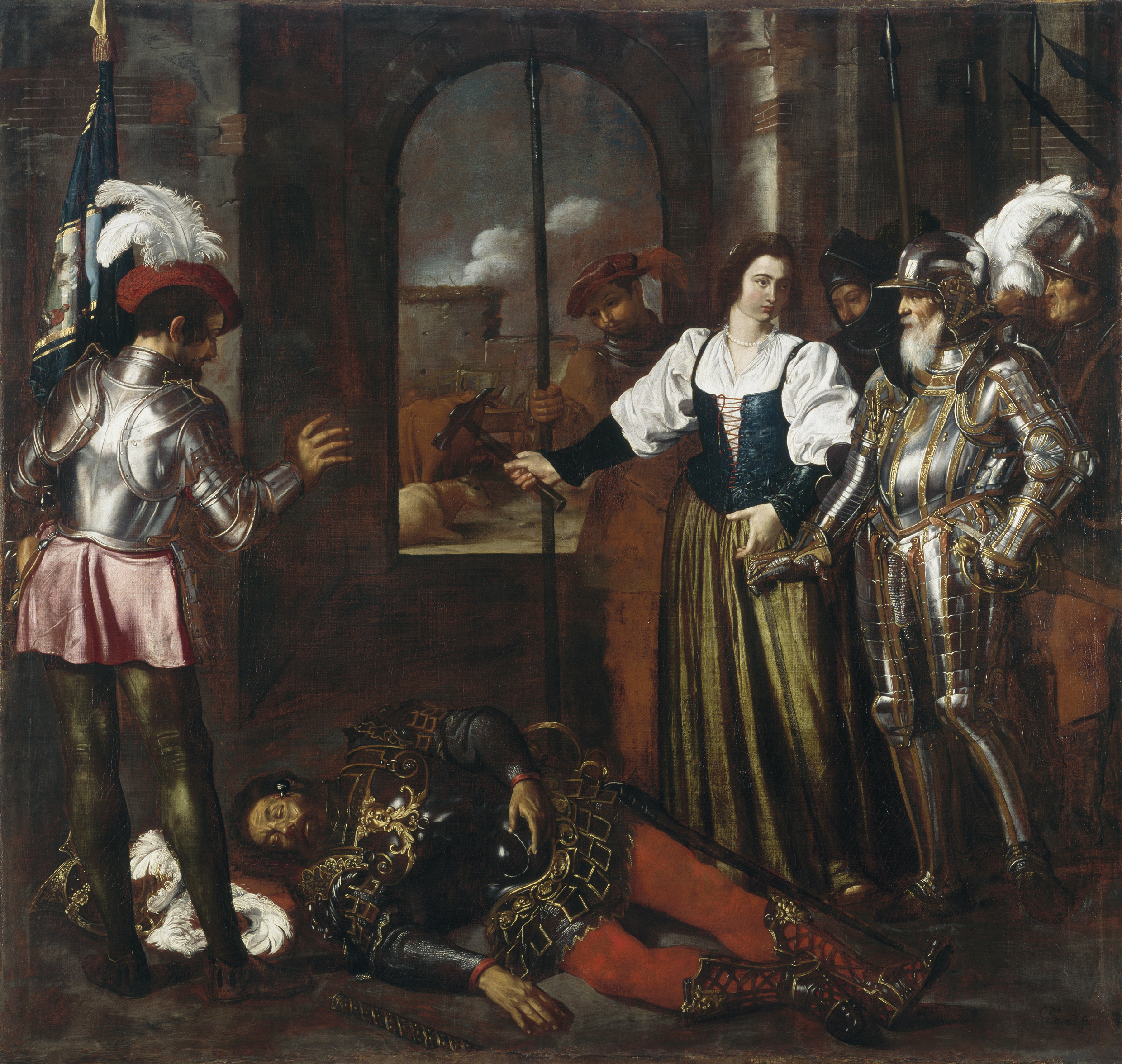
Jael y Sísara, óleo sobre lienzo, 124 x 134 cm, Dublín, National Gallery of Ireland.

Pedro Núñez del Valle (Madrid, c. 1590-Madrid, 24 de septiembre de 1649) fue un pintor barroco español formado en Italia, donde asimiló la estética del caravaggismo, que contribuyó a introducir en la pintura madrileña del llamado Siglo de Oro.

## Biografía
Natural de Madrid, se sabe que su padre era calderero, pero se ignora la fecha de su nacimiento y cualquier otro dato de su vida anterior a la partida a Italia, a excepción de su iniciación en el estudio de la pintura con un desconocido Juan de Soto, según Ceán Bermúdez. En Roma aparece documentado en los años 1613 y 1614 como miembro de la Academia de San Lucas. Como testimonio de ese paso por Italia en 1628 firmó con el título academicus romanus el San Orencio de la iglesia de San Lorenzo de Huesca, decididamente tenebrista en el tratamiento de la luz y con ecos del clasicismo de Guido Reni en las figuras. Debía de estar ya de regreso en España en julio de 1624, cuando otorgó carta de pago en favor de Ángela de Seseña, huérfana y oriunda de Getafe, tutelada por Alonso Carbonel, con quien contrajo matrimonio en 1625. El mismo año hay constancia documental de que se encontraba trabajando en el claustro del desaparecido convento de la Merced de Madrid, realizando una serie de historias mercedarias en unión de Juan van der Hamen, con quien debió de establecer lazos de amistad pues a su muerte (1631) fue el encargado de la tasación de sus bienes.
A la muerte de Bartolomé González, en 1627, Núñez solicitó la plaza de pintor del rey que dejaba vacante y a la que aspiraban otros once pintores. Vicente Carducho, Eugenio Cajés y Velázquez, a quienes Felipe IV encomendó calificar a los aspirantes, le propusieron en cuarto lugar, tras Antonio de Lanchares, Félix Castelo y Angelo Nardi. Aunque no alcanzara el nombramiento deseado, fue llamado a trabajar con cierta frecuencia para la Corte: en 1633 pintó la ermita de San Juan en el Buen Retiro y en 1639, con otros muchos pintores, participó en la decoración del Salón Dorado o salón de comedias del Real Alcázar, donde se le encomendaron los retratos dobles de Felipe III y Felipe IV, monarca reinante, y de Enrique I con Alfonso IX. Todavía diez años más tarde, en colaboración ahora con Francisco Rizi, se encargó de la pintura y dorado que se hizo en palacio para conmemorar el cumpleaños de la reina Mariana de Austria.
El mismo año hacía testamento, pidiendo ser enterrado en el convento de la Victoria, donde tenía sepultura propia. Falleció en su casa, calle del Avemaría, el 24 de agosto de 1649.

## Obra

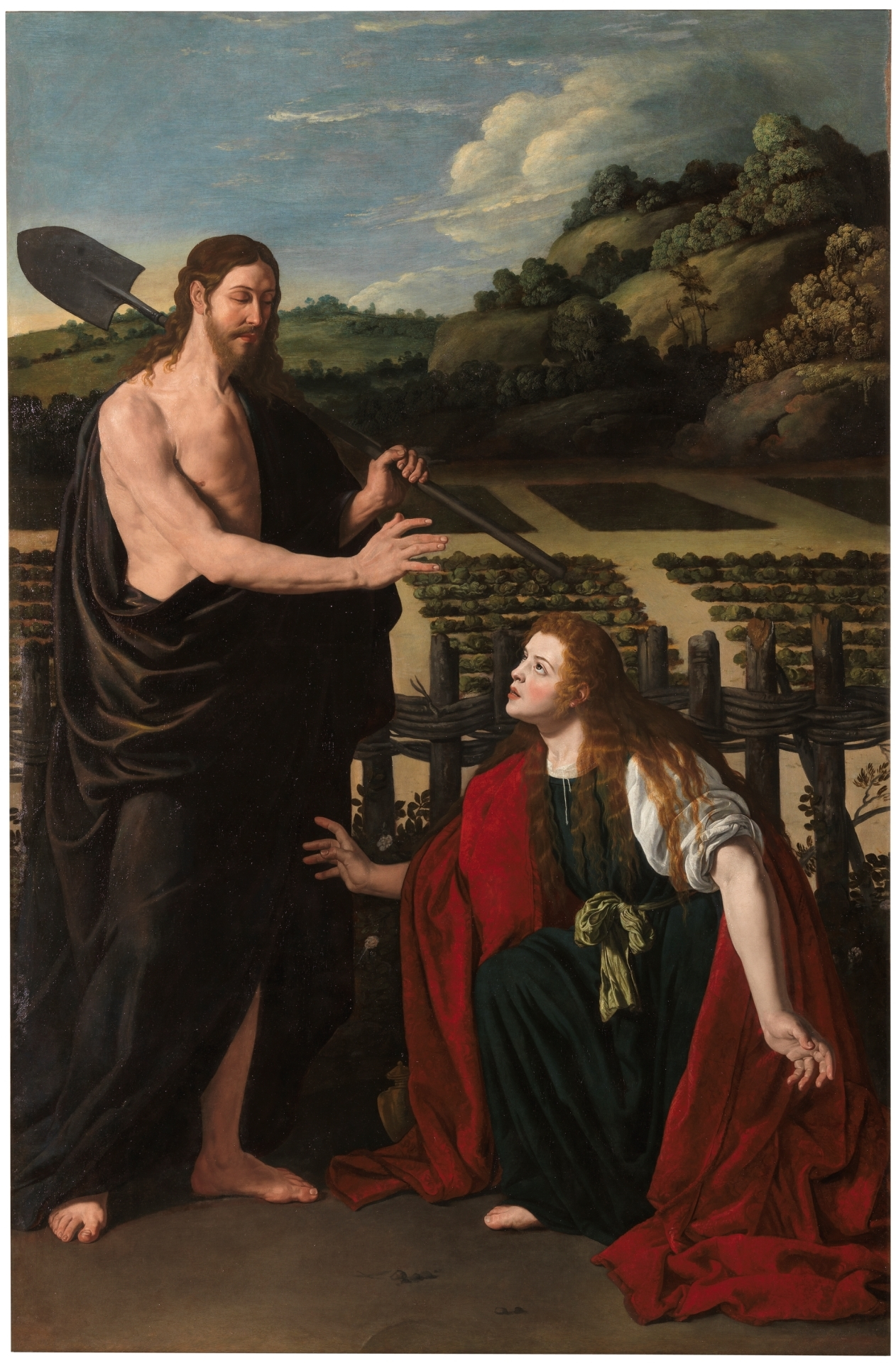
Noli me tangere, Museo del Prado. Óleo sobre lienzo, 235 x 156 cm. Pintado para el convento de San Norberto de Madrid, pasó tras su desamortización en 1809 a la Academia de Bellas Artes y posteriormente al Museo de la Trinidad. Catalogado como anónimo madrileño del primer tercio del, estuvo depositado desde 1872 en el convento de San Pascual de Madrid, donde se remataba en medio punto. Tras su reingreso en el Museo en 2014 y el proceso de restauración, que ha permitido recuperar un sentido de la iluminación y del color vinculados al clasicismo boloñés practicado en Roma, ha pasado a ser atribuido a Pedro Núñez del Valle.

La aparición de la firma de Núñez del Valle en 1988, en el proceso de restauración del Jael y Sísara del Museo Nacional de Irlanda de Dublín, una de sus obras más complejas y durante mucho tiempo atribuida a Cecco da Caravaggio, condujo a un replanteamiento de su figura y obra, hasta entonces apenas valorada, y a que se le atribuyeran algunas otras obras que habían venido siendo consideradas del mismo Cecco da Caravaggio o de su círculo. Del mismo modo, una restauración reciente ha permitido leer la firma de Núñez del Valle y la fecha, 1626, en una Coronación de espinas conservada en la colección Pier Luigi Amata de Roma, estrechamente vinculada con el Jael y Sísara de Dublín en detalles como la armadura del soldado y en el modo como se aúnan en su pintura las influencias caravaggistas con las propias de la pintura boloñesa, como advirtieron ya Angulo Íñiguez y Pérez Sánchez en su estudio inicial sobre el pintor.
El San Orencio de Huesca, datado en 1628, con fuertes recuerdos de su paso por Italia pero pintado ya en Madrid, a costa de Tomás Femat, secretario regio, evidencia ese estudio de la escuela romano-boloñesa, especialmente en los modelos infantiles de los ángeles que sobrevuelan la escena, a la vez que atento al caravaggismo representado por Artemisia Gentileschi y Bartolomeo Cavarozzi en el tratamiento de las luces. A estos años iniciales de su carrera en Madrid corresponden también tres óleos sometidos a análisis técnicos y restaurados en 2013: un Cristo en la cruz, pintado sobre madera en tabla cruciforme, firmado y fechado en 1627, y la pareja formada por Judith y Holofernes junto a una segunda versión del motivo de Jael y Sísara, de menores dimensiones que la versión dublinesa (Madrid, Galería Caylus). Ambos lienzos, firmados en 1630, podrían ser restos de una serie dedicada a las mujeres fuertes de la Biblia, a la que también pertenecería el Agar e Ismael de la Beneficencia de Ávila, lienzo fechado el mismo año y conocido de antiguo.
De 1631 es la Adoración de los Magos del Museo del Prado (adquirida en 1992 con fondos del legado Villaescusa), donde del mismo modo las sugestiones caravaggistas se mezclan con recuerdos de Guido Reni y la escuela boloñesa. Obra fechada (1632) es también el Camino del Calvario de la Colegiata de Santa María de Talavera de la Reina, en mal estado de conservación. 
Otras obras en las que se manifiesta igualmente la influencia del mundo romano son el gran Noli me tangere del Prado, restaurado y reatribuido en 2014; una Santa Apolonia de colección particular; la Anunciación del Museo del Ermitage; y la Santa Margarita, de dudosa atribución, del convento de las Descalzas Reales de Madrid, fuertemente caravaggista en el tratamiento de la luz y en el estudio de las telas y detalles de naturaleza muerta. 
Núñez del Valle debió de cultivar también la pintura de paisaje, según consta por las obras que dejó a su muerte, reflejadas en el inventario de sus bienes, y aun cuando sólo uno de ellos se haya conservado —una Huida a Egipto de colección particular, firmada—, trozos de hermosos paisajes cercanos a los de Carlo Saraceni se encuentran en algunas de sus obras, como en Agar e Ismael de la Casa de la Misericordia de Ávila.
Obras cronológicamente más avanzadas —muy escasas— como son la Santa Cecilia de la Hispanic Society de Nueva York, de dibujo clasicista y color luminoso, y Jesús rodeado de los inocentes, de colección particular gaditana, evidencian una evolución hacia la asimilación de la influencia flamenca en el colorido junto a una mayor soltura en la pincelada, aunque la pérdida de todos los trabajos hechos por Núñez del Valle para los palacios reales hace irremisiblemente incompleto el conocimiento de esa evolución.